# Abergwili
Abergwili je vesnice v hrabství Carmarthenshire ve Walesu ležící na soutoku řek Towy a Gwili. Nachází se zde Biskupský palác, který se stal sídlem biskupů ze St Davids v roce 1542 poté, co tehdejší biskup William Barlow odešel ze St Davids. Budovy pravděpodobně vznikly v letech 1283 až 1291. Později zde sídlila vysoká škola. Roku 1903 byla budova přestavěna poté, co zde vypukl požár. Podle sčítání obyvatel z roku 2011 zde žilo 1612 lidí.